# Lafraye
Lafraye est une commune française située dans le département de l'Oise en région Hauts-de-France.

## Géographie

### Description
Lafraye est un village périurbain picard du Beauvaisis situé à 12 km à vol d'oiseau au nord-est de Beauvais, 8 km au sud de Froissy, 16 km à l'ouest de Saint-Just-en-Chaussée et 20 km au nord-ouest de Clermont.
Louis Graves indique en 1830 que « Lafraye est un petit village aggloméré, entouré d'arbres, presque totalement couvert en chaume, à rues tortueuses et étroites, dans lesquelles règnent une humidité et par conséquent une saleté continuelle. Il est à-peu-près placé au centre du.territoire de la commune ».

Ambiance du centre du village
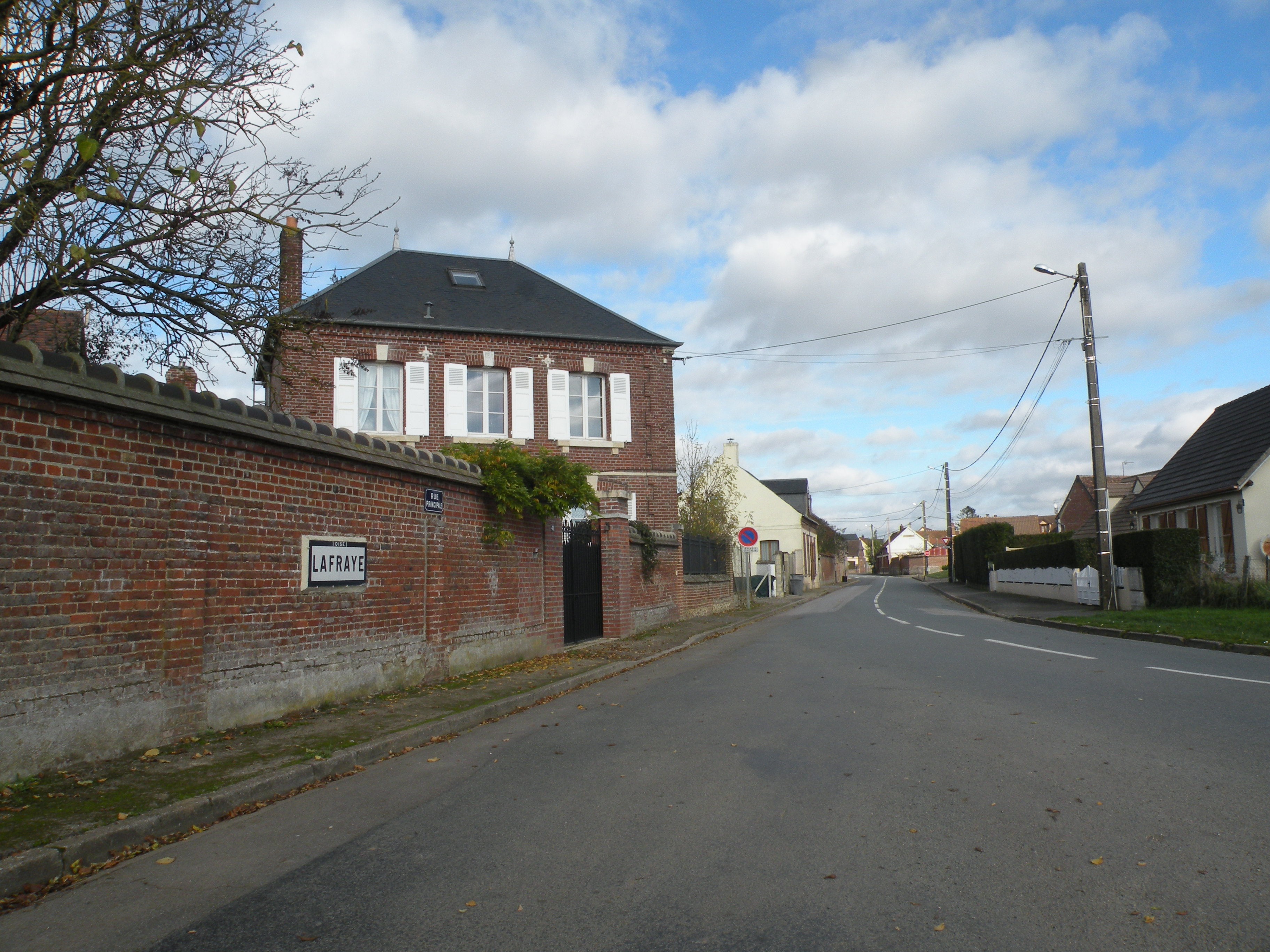
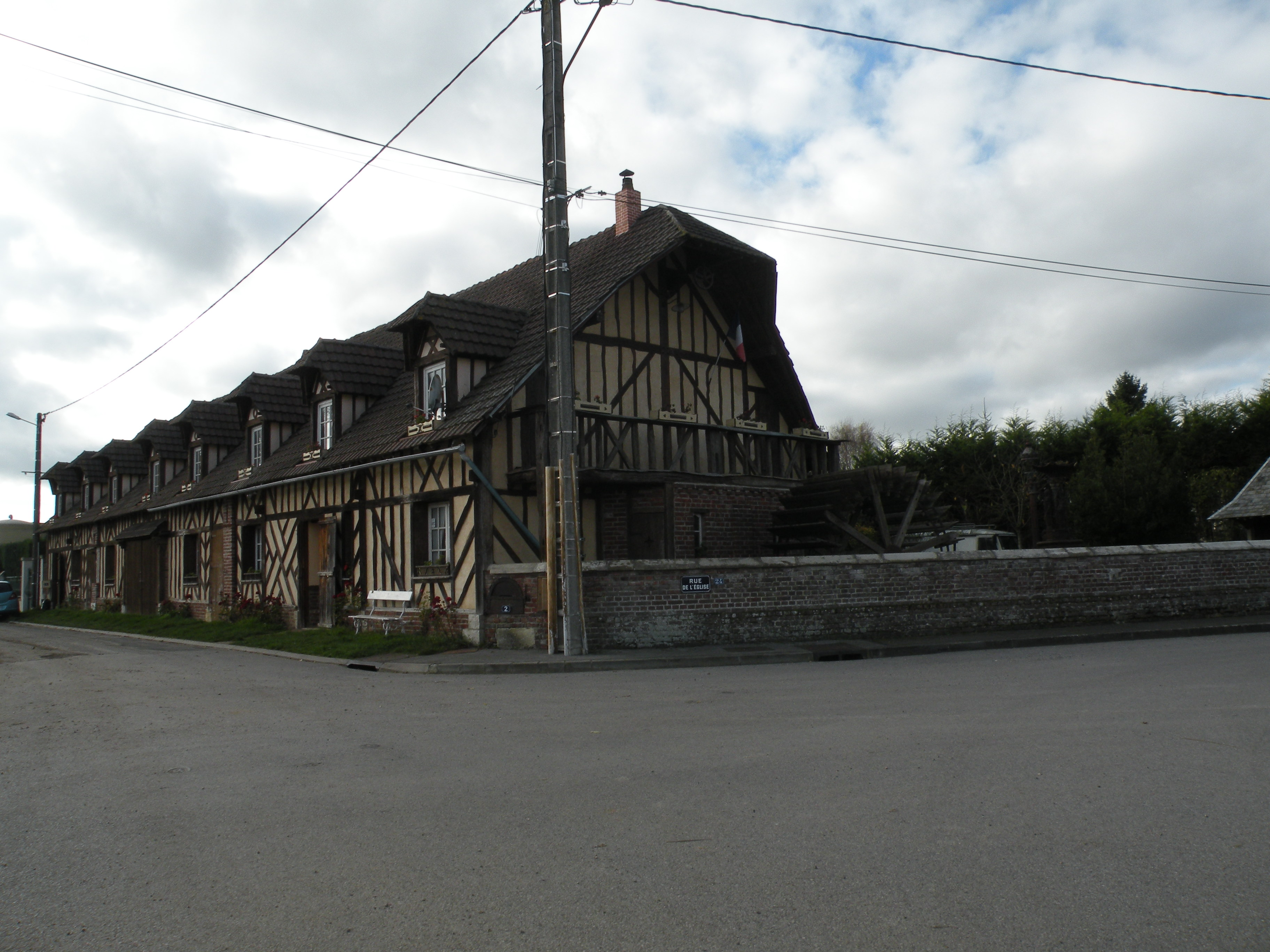

### Communes limitrophes
Les communes limitrophes sont  Haudivillers, Oroër, Reuil-sur-Brêche et Velennes.
|       | Reuil-sur-Brêche |              |
| Oroër | Lafraye          | Haudivillers |
|       | Velennes         |              |

### Hydrographie
La commune est située dans le bassin Seine-Normandie. Elle n'est drainée par aucun cours d'eau,.

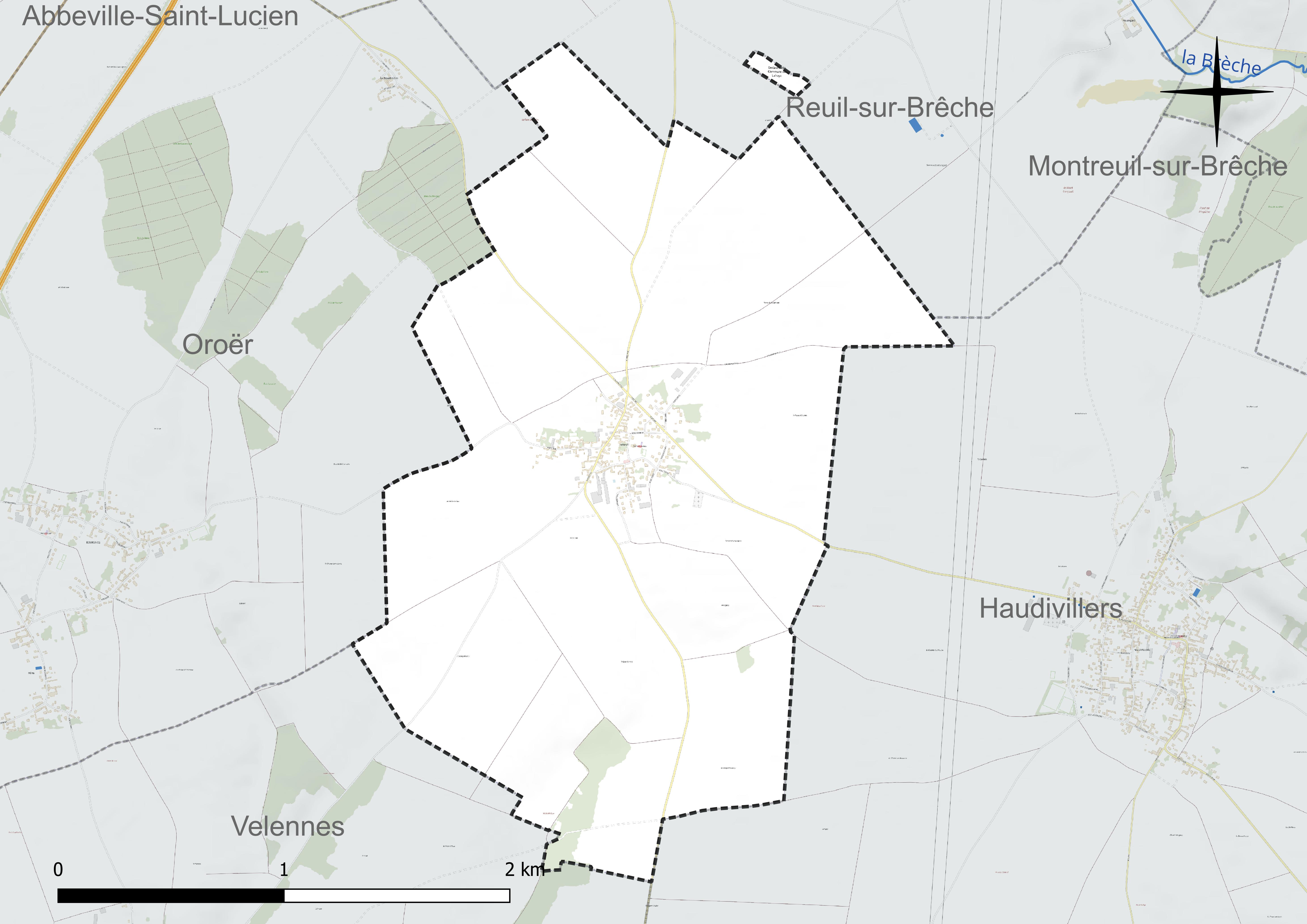
Réseau hydrographique de Lafraye.

### Climat
Pour des articles plus généraux, voir Climat des Hauts-de-France et Climat de l'Oise.
En 2010, le climat de la commune est de type climat océanique dégradé des plaines du Centre et du Nord, selon une étude du CNRS s'appuyant sur une série de données couvrant la période 1971-2000. En 2020, Météo-France publie une typologie des climats de la France métropolitaine dans laquelle la commune est exposée à un climat océanique et est dans la région climatique Nord-est du bassin Parisien, caractérisée par un ensoleillement médiocre, une pluviométrie moyenne régulièrement répartie au cours de l'année et un hiver froid (3 °C).
Pour la période 1971-2000, la température annuelle moyenne est de 10,1 °C, avec une amplitude thermique annuelle de 14,6 °C. Le cumul annuel moyen de précipitations est de 717 mm, avec 11,1 jours de précipitations en janvier et 8,2 jours en juillet. Pour la période 1991-2020, la température moyenne annuelle observée sur la station météorologique la plus proche, située sur la commune de Tillé à 8 km à vol d'oiseau, est de 11,0 °C et le cumul annuel moyen de précipitations est de 655,5 mm,. Pour l'avenir, les paramètres climatiques de la commune estimés pour 2050 selon différents scénarios d'émission de gaz à effet de serre sont consultables sur un site dédié publié par Météo-France en novembre 2022.

## Urbanisme

### Typologie
Au 1er janvier 2024, Lafraye est catégorisée commune rurale à habitat dispersé, selon la nouvelle grille communale de densité à sept niveaux définie par l'Insee en 2022.
Elle est située hors unité urbaine. Par ailleurs la commune fait partie de l'aire d'attraction de Beauvais, dont elle est une commune de la couronne,. Cette aire, qui regroupe 162 communes, est catégorisée dans les aires de 50 000 à moins de 200 000 habitants,.

### Occupation des sols

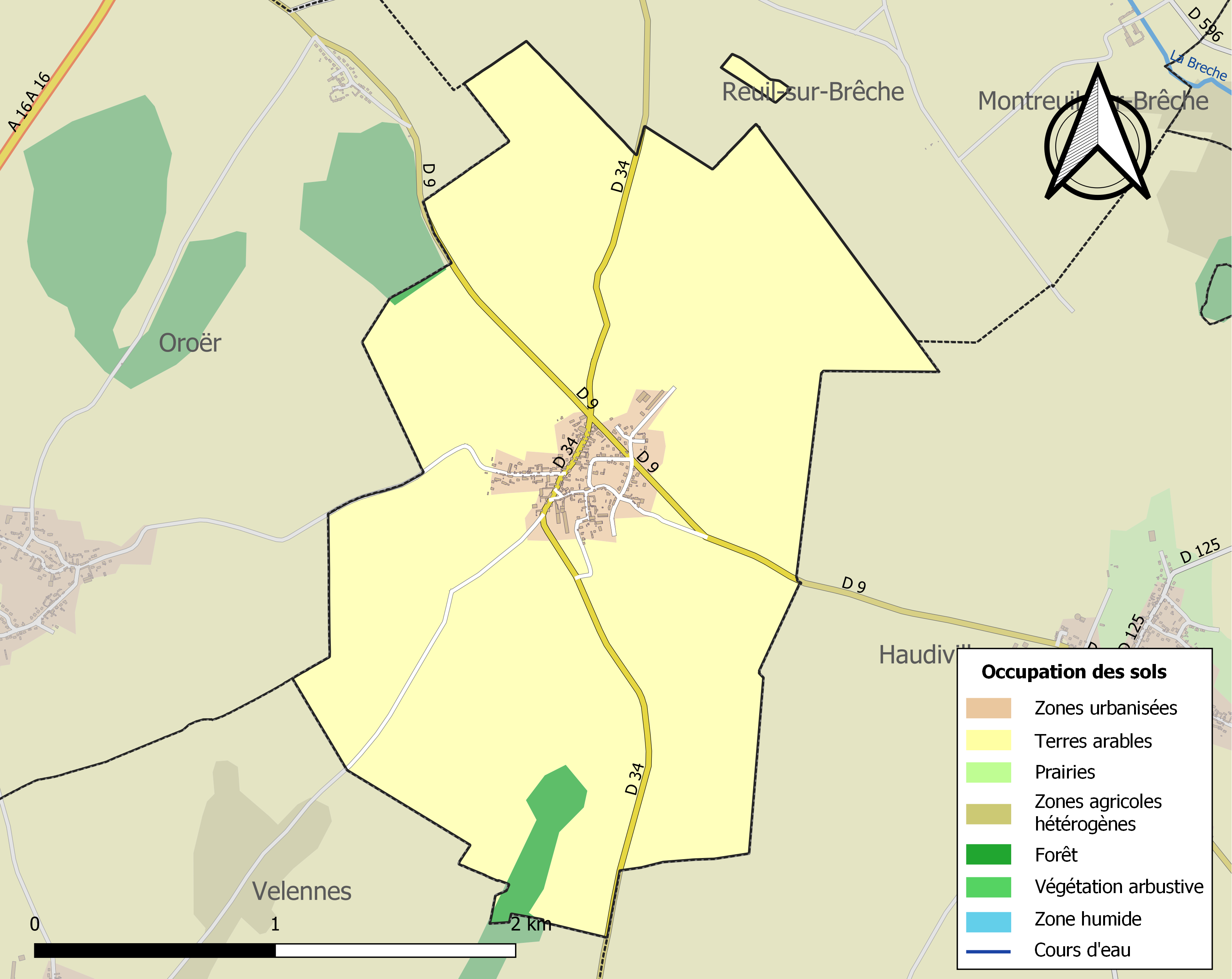
Carte des infrastructures et de l'occupation des sols de la commune en 2018 (CLC).

L'occupation des sols de la commune, telle qu'elle ressort de la base de données européenne d'occupation biophysique des sols Corine Land Cover (CLC), est marquée par l'importance des territoires agricoles (93,1 % en 2018), en augmentation par rapport à 1990 (92,2 %). La répartition détaillée en 2018 est la suivante : 
terres arables (93,1 %), zones urbanisées (5 %), forêts (1,9 %). L'évolution de l'occupation des sols de la commune et de ses infrastructures peut être observée sur les différentes représentations cartographiques du territoire : la carte de Cassini (XVIIIe siècle), la carte d'état-major (1820-1866) et les cartes ou photos aériennes de l'IGN pour la période actuelle (1950 à aujourd'hui).

### Habitat et logement
En 2020, le nombre total de logements dans la commune était de 153, alors qu'il était de 144 en 2015 et de 134 en 2010.
Parmi ces logements, 93,5 % étaient des résidences principales, 1,3 % des résidences secondaires et 5,2 % des logements vacants. Ces logements étaient pour 92 % d'entre eux des maisons individuelles et pour 6,7 % des appartements.
Le tableau ci-dessous présente la typologie des logements à Lafraye en 2020 en comparaison avec celle de l'Oise et de la France entière. Une caractéristique marquante du parc de logements est ainsi une proportion de résidences secondaires et logements occasionnels (1,3 %) inférieure à celle du département (2,4 %) et  à celle de la France entière (9,7 %). Concernant le statut d'occupation de ces logements, 72,9 % des habitants de la commune sont propriétaires de leur logement (74,6 % en 2015), contre 61,4 % pour l'Oise et 57,5 pour la France entière.
| Typologie                                               | Lafraye | Oise | France entière |
| ------------------------------------------------------- | ------- | ---- | -------------- |
| Résidences principales (en %)                           | 93,5    | 90,5 | 82,1           |
| Résidences secondaires et logements occasionnels (en %) | 1,3     | 2,4  | 9,7            |
| Logements vacants (en %)                                | 5,2     | 7,1  | 8,2            |

### Voies de communication et transports
Le village, aisément accessible par l'ancienne route nationale 38 (actuelle RD 938), est situé au croisement des routes départementales RD 34 (Bresles-Froissy) et RD 9 (Crèvecœur-le-Grand-La Neuville-en-Hez).
La commune est desservie, en 2023, par des lignes scolaires et le service de transport à la demande Corolis à la demande - Zone Centre du réseau Corolis et par la ligne 619 du réseau interurbain de l'Oise.

## Toponymie
Le nom de la localité est attesté sous les formes Laffreges (1157) ; Fraia (1182) ; Lefraie (1225) ; Fraya (1230) ; Wilardum de fraya (1267-68) ; de Fraia (XIIIe siècle) ; la Fraie (1373) ; le Fraie (XIVe siècle) ; le fraye (vers 1530) ; la Fraye (XIVe siècle) ; Lafraye (1840).
Du latin fricare « frayer » (pour un chemin), « défriher » (pour une route). Le village se trouve sur l'ancienne voie romaine de Beauvais à Montdidier par Ansauvillers. Il s'agit donc de la « chaussée frayée ».

## Histoire

### Ancien Régime
L'église n'était qu'un vicariat relevant de la paroisse d'Audivillers et dont la désignation du desservant était faite par le chapitre cathédral de Beauvais.

### Époque contemporaine
En 1818, la commune dispose d'une école qui scolarisait 22 élèves.
En 1830, les habitants étaient essentiellement des ouvriers maçons ou charpentiers employés à Beauvais.
L'école est reconstruite en 1871, en réutilisant son mobilier qui datait de 1844.
Durant la Seconde Guerre mondiale, le clocher de l'église est en partie détruit par un obus.
L'école, jusqu'alors à classe unique, intègre le regroupement intercommunal en 1977 et est agrandie en 1989.

## Politique et administration

### Rattachements administratifs
La commune se trouve dans l'arrondissement de Beauvais du département de l'Oise.
Elle faisait partie depuis 1801 du canton de Nivillers. Dans le cadre du redécoupage cantonal de 2014 en France, cette circonscription administrative territoriale a disparu, et le canton n'est plus qu'une circonscription électorale.

### Rattachements électoraux
Pour les élections départementales, la commune fait partie depuis 2014 du canton de Mouy
Pour l'élection des députés, elle fait partie de la première circonscription de l'Oise.

### Intercommunalité
La commune faisait partie de la communauté de communes Rurales du Beauvaisis (CCRB), créée le 31 décembre 1997.
La loi portant nouvelle organisation territoriale de la République (Loi NOTRe) du 7 août 2015, prévoyant que les établissements publics de coopération intercommunale (EPCI) à fiscalité propre doivent avoir un minimum de 15 000 habitants, le préfet de l'Oise a publié en octobre 2015 un projet de nouveau schéma départemental de coopération intercommunale, qui prévoit la fusion de plusieurs intercommunalités, et en particulier de la communauté d'agglomération du Beauvaisis et de la communauté de communes rurales du Beauvaisis, de manière à créer un  nouvel EPCI rassemblant 44 communes pour 93 341 habitants. Malgré les réticences du président de la CCRB, le schéma est entériné,.
La fusion prend effet le 1er janvier 2017, et la commune est désormais membre de la communauté d'agglomération du Beauvaisis (CAB).

### Liste des maires
| Période                                  | Période                        | Identité                    | Étiquette | Qualité                                                                 |
| ---------------------------------------- | ------------------------------ | --------------------------- | --------- | ----------------------------------------------------------------------- |
| Les données manquantes sont à compléter. |                                |                             |           |                                                                         |
|                                          |                                |                             |           |                                                                         |
|                                          |                                | Jacques Etienne Mullot      |           |                                                                         |
|                                          |                                |                             |           |                                                                         |
|                                          | 1831                           | Augustin Mullot             |           |                                                                         |
| 1831                                     | 1835                           | François Florentin Pillon   |           |                                                                         |
| 1835                                     | 1840                           | Antoine Chrisostème Labbé   |           |                                                                         |
| 1840                                     | 1848                           | François Florentin Pillon   |           |                                                                         |
| 1848                                     | 1876                           | Jean Baptiste Mullot        |           | Cultivateur                                                             |
| 1876                                     | 1896                           | Auguste Emile Lenoir        |           |                                                                         |
| 1896                                     | 1900                           | Pierre Nicolas Naze         |           |                                                                         |
| 1900                                     |                                | Octave Auguste Désesquelles |           | Cultivateur                                                             |
|                                          |                                |                             |           |                                                                         |
|                                          |                                | Georges Naze                |           |                                                                         |
|                                          |                                |                             |           |                                                                         |
|                                          | 1989                           | Jacques Désesquelles        |           | Agriculteur                                                             |
| mars 1989                                | 2008                           | Michel Decaux,              |           | Agriculteur                                                             |
| mars 2008                                | En cours (au 10 novembre 2023) | Marie-Claude Devillers      | SE        | Cadre retraitée de la fonction publique Réélu pour le mandat 2020-2026, |

## Équipements et services publics

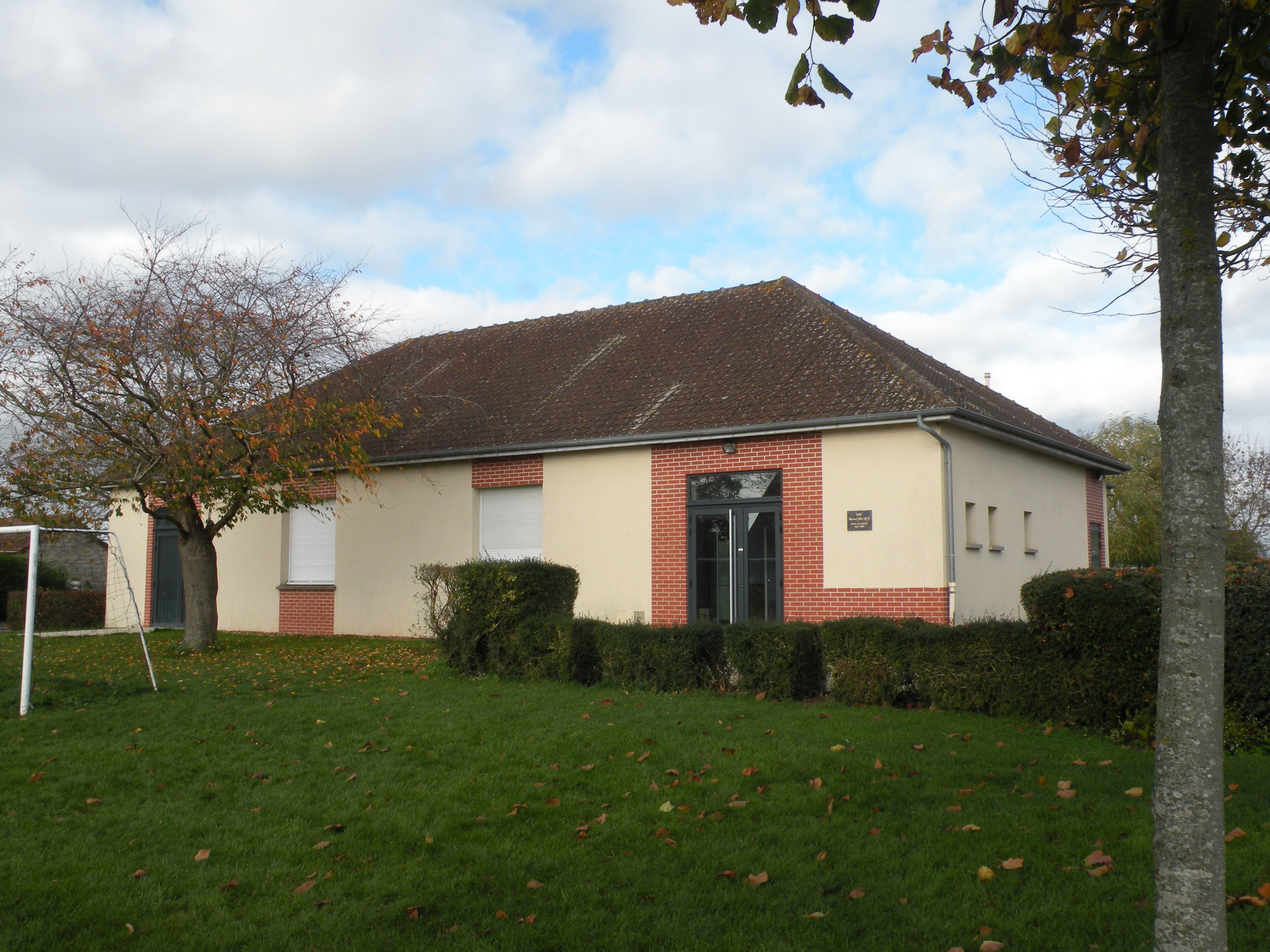
La salle communale en 2015.

### Enseignement
Les enfants de la commune sont scolarisés avec ceux de Fouquerolles et de Haudivillers dans le cadre d'un regroupement pédagogique intercommunal (RPI). L'école de Lafraye accueille une classe de CM1-CM2.

## Population et société

### Démographie

#### Évolution démographique
L'évolution du nombre d'habitants est connue à travers les recensements de la population effectués dans la commune depuis 1793. Pour les communes de moins de 10 000 habitants, une enquête de recensement portant sur toute la population est réalisée tous les cinq ans, les populations de référence des années intermédiaires étant quant à elles estimées par interpolation ou extrapolation. Pour la commune, le premier recensement exhaustif entrant dans le cadre du nouveau dispositif a été réalisé en 2008.

En 2022, la commune comptait 350 habitants, en évolution de −4,89 % par rapport à 2016 (Oise : +0,87 %, France hors Mayotte : +2,11 %).
| 1793 | 1800 | 1806 | 1821 | 1831 | 1836 | 1841 | 1846 | 1851 |
| ---- | ---- | ---- | ---- | ---- | ---- | ---- | ---- | ---- |
| 238  | 231  | 234  | 243  | 227  | 230  | 230  | 227  | 237  |

| 1856 | 1861 | 1866 | 1872 | 1876 | 1881 | 1886 | 1891 | 1896 |
| ---- | ---- | ---- | ---- | ---- | ---- | ---- | ---- | ---- |
| 245  | 219  | 204  | 202  | 195  | 188  | 200  | 187  | 163  |

| 1901 | 1906 | 1911 | 1921 | 1926 | 1931 | 1936 | 1946 | 1954 |
| ---- | ---- | ---- | ---- | ---- | ---- | ---- | ---- | ---- |
| 158  | 155  | 147  | 124  | 161  | 165  | 151  | 149  | 142  |

| 1962 | 1968 | 1975 | 1982 | 1990 | 1999 | 2006 | 2008 | 2013 |
| ---- | ---- | ---- | ---- | ---- | ---- | ---- | ---- | ---- |
| 170  | 152  | 154  | 195  | 225  | 278  | 338  | 354  | 376  |

| 2018 | 2022 | - | - | - | - | - | - | - |
| ---- | ---- | - | - | - | - | - | - | - |
| 367  | 350  | - | - | - | - | - | - | - |

#### Pyramide des âges
La population de la commune est relativement jeune.
En 2018, le taux de personnes d'un âge inférieur à 30 ans s'élève à 37,6 %, soit au-dessus de la moyenne départementale (37,3 %). À l'inverse, le taux de personnes d'âge supérieur à 60 ans est de 18,3 % la même année, alors qu'il est de 22,8 % au niveau départemental.
En 2018, la commune comptait 192 hommes pour 175 femmes, soit un taux de 52,32 % d'hommes, largement supérieur au taux départemental (48,89 %).
Les pyramides des âges de la commune et du département s'établissent comme suit.
| Hommes | Classe d’âge | Femmes |
| ------ | ------------ | ------ |
| 0,0    | 90 ou +      | 0,0    |
| 0,5    | 75-89 ans    | 2,3    |
| 17,2   | 60-74 ans    | 16,6   |
| 25,5   | 45-59 ans    | 21,7   |
| 17,2   | 30-44 ans    | 24,0   |
| 17,2   | 15-29 ans    | 14,3   |
| 22,4   | 0-14 ans     | 21,1   |

| Hommes | Classe d’âge | Femmes |
| ------ | ------------ | ------ |
| 0,5    | 90 ou +      | 1,4    |
| 5,5    | 75-89 ans    | 7,6    |
| 15,6   | 60-74 ans    | 16,3   |
| 20,8   | 45-59 ans    | 20     |
| 19,4   | 30-44 ans    | 19,4   |
| 17,6   | 15-29 ans    | 16,2   |
| 20,6   | 0-14 ans     | 19,1   |

## Culture locale et patrimoine

### Lieux et monuments

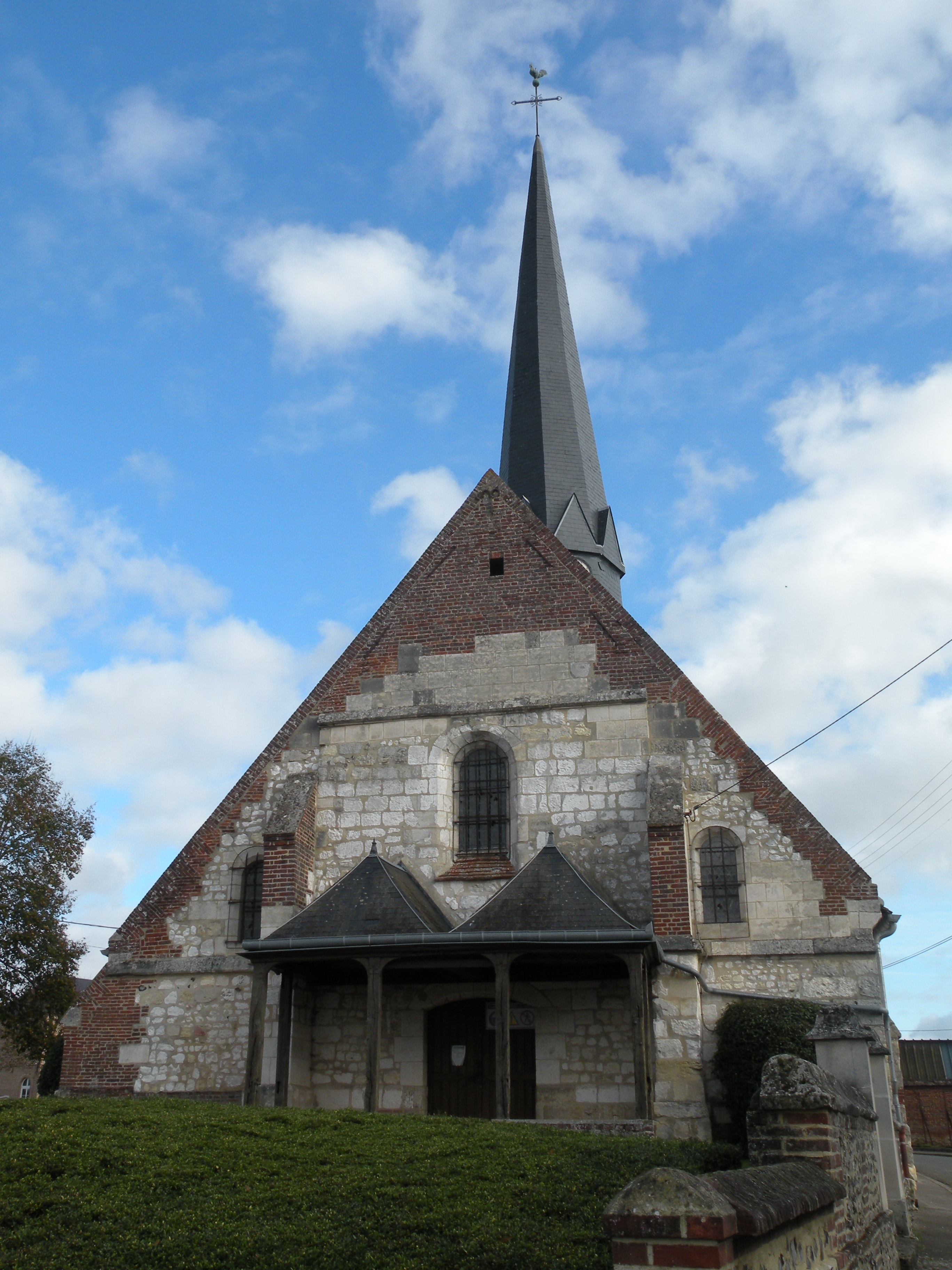
L'église Saint-Nicolas.

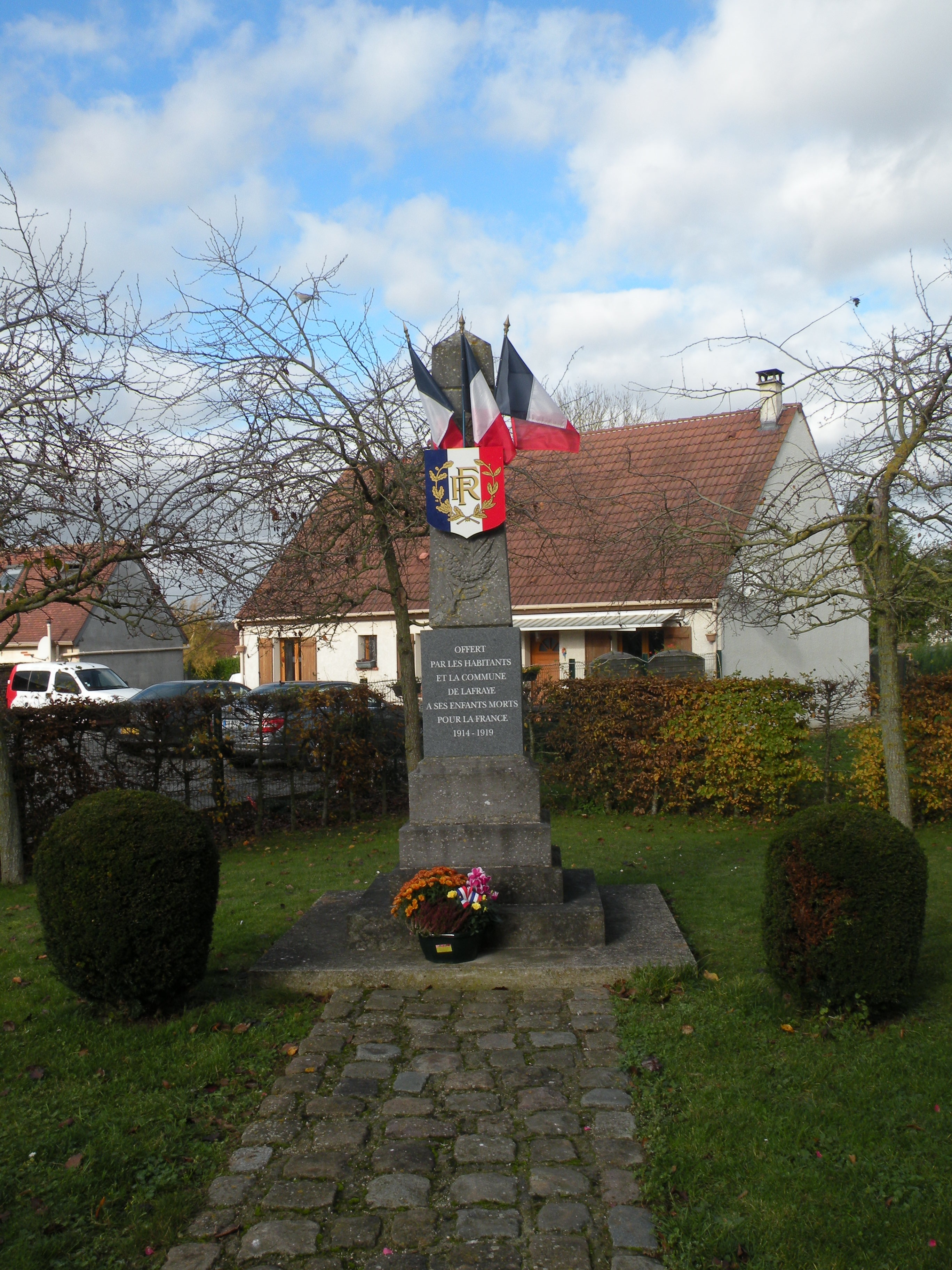
Monument aux morts.

- L'église Saint-Nicolas, bâtie en 1298, est un bâtiment carré, précédé par un porche et terminé par un chœur polygonal, qui a été remaniée depuis sa construction et ne conserve qu'une seule croisée à ogive, obturée. Le clocher, édifié sur le chœur, comprend une longue flèche en charpente dont la première toiture en ardoises est réalisée en 1852
L'église détient des reliques d'un Saint-Constance, martyr, qui proviennent de Rome, et est remarquable par son retable inspiré de l'école flamande en bois peint du XVIe siècle réalisé de 1570 à 1572 par Nicolas Le Prince, sculpteur et Thomas Le Pot, peintre. Il représente la passion et  la vie de Jésus[17]
La restauration de l'église après les destructions dues à une tempête en 1992 s'achève en 2019[34].

- Monument aux morts.

## Pour approfondir